# 没食子酸エチル
没食子酸エチル(Ethyl gallate)は、E番号313の食品添加物である。没食子酸のエチルエステルである。没食子酸エチルは、防腐剤として食品に用いられる。
クルミ等の様々な植物中にも天然に見られる。
また、没食子酸とエタノールから合成することもでき、ワイン中にも見られる。